# Мортон, Леви
Леви Парсонс Мортон (англ. Levi Parsons Morton; 16 мая 1824 — 16 мая 1920) — американский политический и государственный деятель, 22-й вице-президент США (1889 — 1893) и 31-й губернатор Нью-Йорка (1895 — 1896).

## Биография
Мортон родился в Шореме, Вермонт, в семье преподобного и конгрегационалисткого министра Дениэла Оливера Мортона (1788 — 1852) и Лукреции Парсонс (1789 — 1862). Его старший брат, Дэвид Оливер Мортон (1815—1859), был в 1849—1850 годах мэром Толидо (Огайо).
В детстве Леви бросает школу и идёт работать клерком в бакалее в Энфилде, Массачусетс, позже преподавателем в школе в Боскауэне, Нью-Гэмпшир. 
В 1870-х годах примкнул к республиканской фракции «Стойкие» во главе с сенатором Роскоу Конклингом, которая поддерживала политику Реконструкции президента Гранта и выступала против реформы государственной службы, продвигаемой их оппонентами из фракции «Полукровки». В 1876 году Мортон проигрывает выборы в Конгресс, но назначается президентом Резерфордом Хейзом почётным комиссаром на Всемирную выставку 1878 года.
В 1879 и 1880 годах Мортон избирался в Конгресс США от Манхэттена. В 1880 году кандидат в президенты Джеймс Гарфилд предложил Леви Мортону стать кандидатом в вице-президенты, но тот отказался. Если бы он согласился, то после убийства Гарфилда Мортон, а не Честер Артур, стал 21-й президентом США.

Предвыборный плакат Гаррисона-Мортона

С 1881 по 1885 год Мортон занимал должность посла США во Франции, где был очень популярен. Он помог установить торговые отношения между двумя странами, а также, 24 октября 1881 года поставил первую заклёпку в большой палец левой ноги строящейся статуи Свободы.
В 1889 году Мортон становится вице-президентом. За время нахождения на посту президент Гаррисон пытался принять закон, наделявший избирательными правами афроамериканцев Юга, но Мортон не поддержал законопроект. Президент обвинил его в провале законопроекта. В 1892 году Мортон проигрывает на выборах, и вице-президентом становится Эдлай Стивенсон.
С 1895 по 1896 год Мортон был губернатором Нью-Йорка. Он рассматривался как кандидат в президенты на выборах 1896 года, но Республиканская партия в итоге выбрала Уильяма Мак-Кинли.

## Личная жизнь
15 октября 1856 года Леви Мортон женился на Люси Янг Кимбэлл, которая родила ему одного ребёнка. После её смерти в 1873 году Мортон женился на Анне Ливингстон Рид.

## Смерть
Мортон умер в день своего 96-летия, 16 мая 1920 года, в Райнбеке, Нью-Йорк. Был похоронен на кладбище Райнбек.